# Höfen (Schwarzhofen)
Höfen ist ein Ortsteil der Gemeinde Schwarzhofen im Oberpfälzer Landkreis Schwandorf (Bayern).

## Geographische Lage
Höfen befindet sich ungefähr vier Kilometer (5,6 Straßenkilometer) westlich von Schwarzhofen inmitten eines ausgedehnten Waldgebietes auf dem Westhang eines Höhenrücken, der sich in Nordwest - Südostrichtung zwischen Schwarzach und Auerbach hinzieht. Er wird von folgenden Bergen gebildet (von Nord nach Süd): Stab-Berg (465 m), Herzog-Berg (516 m), Tannen-Berg (535 m), Buchen-Berg (526 m), Atlas-Berg (568 m), Steinriegel (541 m) und Bursching (496 m). 

## Geschichte
Höfen (auch: Hovilinan, oder auch: Höfen bei Grasdorf zur Unterscheidung vom nahe gelegenen Höfen bei Uckersdorf) wurde bereits 1031 urkundlich belegt.
In den Musterungsregistern wurden für Höfen 1572 zwei Mannschaften erfasst.
Für das Jahr 1762 wurde ein Hüthaus in Höfen erwähnt.
Entsprechend einer Verordnung von 1808 wurde das Landgericht Neunburg vorm Wald in 55 Steuerdistrikte unterteilt. Dabei bildete Grasdorf mit den Ortschaften Demeldorf, Geratshofen, Höfen bei Grasdorf und Mallersdorf einen Steuerdistrikt. Höfen hatte zu dieser Zeit drei Anwesen und 27 Einwohner.
1820 wurden Ruralgemeinden gebildet. Dabei entstand die Ruralgemeinde Demeldorf, die aus den Ortschaften Demeldorf mit 7 Familien, Geratshofen mit 7 Familien, Grasdorf mit 6 Familien, Höfen bei Grasdorf mit drei Familien und Mallersdorf mit vier Familien bestand.
Zum Stichtag 23. März 1913 (Osterfest) wurde Höfen als Teil der Pfarrei Schwarzhofen mit drei Häusern und 15 Einwohnern aufgeführt.
Bei der Eingliederung der Gemeinde Demeldorf in die Gemeinde Schwarzhofen 1960 gelangte Höfen zur Gemeinde Schwarzhofen.
Am 31. Dezember 1990 hatte Höfen 17 Einwohner und gehörte zur Pfarrei Schwarzhofen.